# Sociálně demokratická a labouristická strana
Sociálně demokratická a labouristická strana (SDLP, anglicky Social Democratic and Labour Party, irsky Páirtí Sóisialta Daonlathach an Lucht Oibre) je severoirská republikánská strana.  
Strana prosazuje mírové sjednocení Severního Irska a Irské republiky. Ideologicky se jedná o levicovou stranu, je podobná britské Labouristické straně. Strana byla založena v roce 1970.